# ماتياس أبيلايراس
ماتياس أبيلايراس (بالإسبانية: Matías Abelairas)‏ مواليد 18 يونيو 1985 في أولافاريا، بوينس آيرس، الأرجنتين، هو لاعب كرة قدم أرجنتيني يلعب مع بانفيلد كلاعب وسط.

## المسيرة الاحترافية

### أندية لعب لها
- أتلتيكو ريفر بليت
- نادي رينجرز
- نادي فاسكو دا غاما
- يونيون إسبانيولا
- نادي فاسلوي
- بانفيلد

## روابط خارجية
- ماتياس أبيلايراس على موقع قاعدة بيانات كرة القدم.إي يو (الإنجليزية)
- ماتياس أبيلايراس على موقع Soccerway.com (الإنجليزية)
- ماتياس أبيلايراس على موقع عالم كرة القدم.نت (الإنجليزية)